# Codex Mariendalensis
 (mars 2020).
Si vous disposez d'ouvrages ou d'articles de référence ou si vous connaissez des sites web de qualité traitant du thème abordé ici, merci de compléter l'article en donnant les références utiles à sa vérifiabilité et en les liant à la section « Notes et références ».
Le Codex Mariendalensis est un manuscrit sur vélin contenant le poème épique sur la vie de Yolande de Vianden. On pense qu'il est l'œuvre du frère Hermann von Veldenz qui a probablement écrit le récit de vie de Yolande en 1290 après sa mort survenue en 1283. L'ouvrage se compose de 5 963 lignes de couplets rimés en francique mosellan qui présente des similitudes étroites avec le luxembourgeois moderne, excepté l'absence d'import du français et du roman. Il présente donc un intérêt particulier pour ceux qui retracent l'histoire de la langue luxembourgeoise.

## Histoire
Il est considéré comme le travail du frère Hermann von Veldenz qui l'a probablement écrit en 1290 après la mort de sainte Yolande survenue en 1283. Il semble qu'il ait été conservé quatre siècles durant dans le monastère de Marienthal au Luxembourg.
En 1655, l'original fut copié sur papier par un jésuite belge Alexander von Wiltheim. Dans le même temps, ce dernier écrivit une vie de Yolande en latin inspirée du moyen haut Germain du frère Hermann.
Le Codex a été découvert en novembre 1999 dans la bibliothèque du château d'Ansembourg, tout proche du monastère de Marienthal, par les linguistes Guy Berg et Yasmin Krulll,.
L'État luxembourgeois l'a acheté en 2008 avec d'autres documents appartenant aux seigneurs d'Ansembourg, et il fait désormais partie de la collection de la Bibliothèque nationale de Luxembourg (références Ms 860) ; quant aux autres documents ils ont rejoint les Archives nationales de Luxembourg.
Ce codex a été classé Monument national du Luxembourg par arrêté du Conseil de Gouvernement le 27 juin 2008.

## Contenu
Il contient un poème épique sur ce personnage mystique et sa biographie. Le texte est un ensemble de 5 963 lignes de couplets en rimes.
Les paroles sont écrites en francique mosellan du XIIIe siècle ou XIVe siècle , un dialecte prédécesseur du luxembourgeois standardisé (fin du XXe siècle). Le francique mosellan du XIIIe siècle est une des variétés du moyen haut allemand qui regroupe l'ensemble des variétés de haut allemand parlées entre 1050 et 1350 : le francique mosellan est aussi un des dialectes prédécesseur de la langue allemande actuelle. Pour ces raisons, ce manuscrit est important à la fois historiquement et linguistiquement, il confirme que le francique mosellan du XIIIe siècle n'est pas une proto-langue ou langue reconstruite : il s'agit d'une variété dialectale (la littérature francique) attestée à la fois par le Codex Mariendalensis mais aussi par le Minnesang.
Il raconte la manière dont la princesse Yolande refusa les plaisirs de son foyer au château de Vianden pour rejoindre le couvent de Marienthal où elle devint plus tard la mère prieure.